# Paul Oskar Kristeller
Paul Oskar Kristeller (Berlim, 22 de maio de 1905 – Nova Iorque, 7 de junho de 1999) foi um filósofo e estudioso do Renascimento. Seu último trabalho foi como professor emérito de Filosofia na Universidade Colúmbia, em Nova Iorque.
Em 1928, obteve seu diploma de doutorado na Universidade de Heidelberg. Seu pós-doutorado foi realizado nas universidades de Berlim e Freiburg.  Em Freiburg, Kristeller estudou sob a supervisão do filósofo Martin Heidegger.
Em 1939 escapou da Itália antes que os nazistas tomassem o poder, para viver nos Estados Unidos da América. Por um certo tempo foi professor na Universidade Yale, antes de mudar-se para a Universidade Columbia, onde permaneceu até sua aposentadoria em 1973. Continuou como pesquisador ativo após sua aposentadoria.
Em seus estudos, deu ênfase ao estudo da filosofia no período do Renascimento. Foi autor de importantes estudos sobre Marsilio Ficino, Pietro Pomponazzi e Giambattista Vico.
Um seu importante trabalho foi Iter Italicum (cujo título lembra Iter Alemannicum e outros trabalhos de Martin Gerbert), um amplo estudo descrevendo incontáveis manuscritos não catalogados.

## Obras
- Der Begriff der Seele in der Ethik des Plotin. Tübingen: J. C. B. Mohr, 1929.
- The Renaissance Philosophy of Man. Chicago: The University of Chicago Press, 1950.
- The Classics and Renaissance Thought. Cambridge: Harvard University Press, 1955.
- Die Philosophie des Marsilio Ficino. Frankfurt: Klostermann, 1972.
- Humanismus und Renaissance. 2 vol., Munich: Fink, 1974-1976
- Die Ideen als Gedanken der menschlichen und göttlichen Vernunft. Heidelberg: Winter, 1989.
- Studies in Renaissance Thought and Letters, vol. I-IV, Rome: Edizioni di Storia e Letteratura, 1956-1996.
- Iter Italicum. Uma lista de manuscritos humanistas não catalogados ou parcialmente catalogados da época do Renascimento na itália e em outros países, 7 vol., London: The Warburg Inst. 1963-1997.